# جرمین دارلینگتون
جرمین دارلینگتون (انگلیسی: Jermaine Darlington؛ زادهٔ ۱۱ آوریل ۱۹۷۴) بازیکن فوتبال اهل بریتانیا است.
از باشگاه‌هایی که در آن بازی کرده‌است می‌توان به باشگاه فوتبال مایدستون یونایتد، باشگاه فوتبال چارلتون اتلتیک، باشگاه فوتبال دوور اتلتیک، باشگاه فوتبال کویینز پارک رنجرز، باشگاه فوتبال هندون، باشگاه فوتبال ای‌اف‌سی ویمبلدون، باشگاه فوتبال سیتینگبورو، باشگاه فوتبال ویمبلدون، باشگاه فوتبال آیلزبری یونایتد، باشگاه فوتبال واتفورد، باشگاه فوتبال ویتستیبل تاون، و باشگاه فوتبال کاردیف سیتی اشاره کرد.